# 金源街道
金源街道，中华人民共和国湖南省衡阳市石鼓区下属的一个街道。

## 建制沿革
- 2011年，由松木乡的新安、金兰、新竹3个行政村和松木、松梅、友谊3个行政村的部分区域析置金源街道。

## 行政区划
金源街道下辖5个管理处：
- 金源管理处、新安管理处、新竹管理处、金兰管理处、鑫源管理处